# Pluchea rufescens
Pluchea rufescens là một loài thực vật có hoa trong họ Cúc. Loài này được (DC.) A.J.Scott miêu tả khoa học đầu tiên năm 1987.